# Coupe du Portugal de football 1983-1984
Navigation
1982-1983 1984-1985

La Coupe du Portugal de football 1983-1984 est la 44e édition de la Coupe du Portugal de football, considéré comme le deuxième trophée national le plus important derrière le championnat. 
La finale est jouée le 1er mai 1984, à l'Estádio Nacional do Jamor, entre le FC Porto et le Rio Ave FC. Le FC Porto remporte son cinquième trophée en battant le Rio Ave FC 4 à 1 et se qualifie pour la Coupe d'Europe des vainqueurs de coupe de football 1984-1985.

## Finale
| 1 mai 1984 | FC Porto         | 4 - 1   | Rio Ave FC | Estádio Nacional do Jamor |                           |
|            |                  | (3 - 0) |            | Arbitrage : Vítor Correia | Arbitrage : Vítor Correia |
|            | Feuille de match |         |            | Arbitrage : Vítor Correia | Arbitrage : Vítor Correia |